# Liste de psychoses collectives
 (juin 2020).
 (juin 2020).
En sociologie et en psychologie, la psychose collective (également nommée maladie psychogène de masse, hystérie collective, hystérie de masse, hystérie de groupe ou comportement obsessionnel collectif) est un phénomène d'impressions collectives de menaces, réelles ou imaginaires, dans une population ou une société donnée, à la suite de rumeurs et peurs ,.
En médecine, le terme est utilisé pour décrire la manifestation spontanée des symptômes physiques d'hystérie (production des substances chimiques dans le corps) de façon similaire sur plus d'une personne ,.
Un exemple d'hystérie collective fréquente est lorsque plusieurs personnes pensent souffrir d'une maladie ou d'une affection similaire parfois appelée maladie psychogène de masse ou hystérie épidémique .

## Moyen Âge
- Selon un récit de 1784, une religieuse vivant dans un couvent allemand dans les années 1400 a commencé à mordre ses compagnons. Rapidement, ce comportement s'est répandu dans d'autres couvents d'Allemagne, de Hollande et même d'Italie[7].
- Selon un livre de 1844 citant un manuel médical non identifié, une religieuse d'un couvent français vivant au Moyen Âge a inexplicablement commencé à miauler comme un chat, poussant rapidement les autres religieuses du couvent à miauler. Finalement, toutes les religieuses miaulaient ensemble pendant un temps conséquent, chaque jour, dans l'étonnement le plus total du voisinage. Le phénomène se poursuivit jusqu'à ce que les religieuses soient informées du fait qu'une compagnie de soldats était placée à l'entrée du couvent, en vue de les fouetter jusqu'à ce qu'elles promettent de ne plus miauler[8].

## 1500−1800
- Épidémie dansante de 1518  - Un cas de manie dansante qui a eu lieu à Strasbourg, en Alsace.
- Procès de sorcières de Salem (1692−1693) - Dans le Massachusetts colonial, les adolescentes Abigail Williams, Betty Parris, Ann Putnam, Jr., et Elizabeth Hubbard ont commencé à avoir des crises qui ont été décrites par un pasteur comme « au-delà du pouvoir des épileptiques ou maladies naturelles avec ces effets. »[9][réf. obsolète]. Les événements ont abouti aux procès des sorcières de Salem, une série d'audiences qui a mené à l'exécution de 20 citoyens et à la mort de cinq autres personnes issues de Salem Village  (aujourd'hui nommé Danvers ) et des villes voisines qui ont été accusés de pratiquer la sorcellerie. L'épisode est l'un des cas les plus notoires d'hystérie collective en Amérique, et il a été utilisé dans la rhétorique politique et la littérature populaire comme un récit édifiant sur les dangers de l'isolationnisme, de l'extrémisme religieux, des fausses accusations et des défaillances juridiques.
- Wurtzbourg (1749) - Un déclenchement de cris, de tortillement et de transe dans un couvent a conduit à l'exécution d'une sorcière présumée[10][réf. à confirmer].

## 1800−1950
- L’une des dernières hystéries collectives observée en France eut lieu entre 1857 et 1873, à Morzine, qui était à l’époque un village de 2000 personnes. Pendant environ treize ans, de 1857 à 1870, plusieurs dizaines de femmes de Morzine furent prises de convulsions, d’hallucinations, de crises de somnambulisme. Elles se disaient possédées par des diables. Elle a été partiellement relatée par le Dr Constans qui est parvenu à la faire régresser, en combattant l’idée d’un agent surnaturel et en menaçant les femmes « possédées » d’isolement et de prison[11],[12].

- L’épidémie d'écriture tremblante (1892, 1904) - La main droite d'une fillette de dix ans habitant à Groß Tinz a commencé à trembler, phénomène qui s'est par la suite propagé à l'ensemble de son corps, puis a atteint 19 autres élèves. Une épidémie similaire a touché 20 personnes à Bâle, en Suisse. Douze ans plus tard, l'école de Bâle a connu une autre épidémie qui a touché 27 élèves. La légende du premier foyer aurait joué un rôle[13].
- Halifax Slasher (1938) - Le Halifax Slasher est le nom donné à un prétendu agresseur de résidents, principalement des femmes, de la ville de Halifax, en Angleterre, en novembre 1938. Deux femmes ont affirmé avoir été attaquées par un homme mystérieux avec un maillet et des "boucles brillantes" sur ses chaussures. D'autres rapports d'attaques par un homme brandissant un couteau ou un rasoir ont suivi. La situation est devenue si grave que Scotland Yard a été appelée pour aider la police d'Halifax[14]. Le 29 novembre, l'une des victimes présumées a admis qu'elle s'était auto-mutilée. D'autres ont rapidement fait des aveux similaires et l'enquête de Yard a conclu qu'aucune des attaques n'avait été réelle. Par la suite, cinq habitants ont été inculpés de méfait public et quatre ont été envoyés en prison.

## 1950-2000
- L'épidémie d'éclats de pare-brises de Seattle en 1954.
- L'épidémie de punaise (juin 1962) - Une mystérieuse maladie a éclaté dans un département de confection d'une usine textile américaine. Les symptômes comprenaient des engourdissements, des nausées, des vertiges et des vomissements. La rumeur d'un insecte dans l'usine qui mordait ses victimes et leur faisait développer les symptômes mentionnés s'est rapidement répandue[15][source insuffisante].
- Welsh, Louisiane (1962) - L'activité sexuelle des élèves étant étroitement surveillée par les autorités scolaires, et à la suite de rumeurs de tests de grossesse obligatoires, 21 filles et un garçon de la sixième à la onzième année ont été touchés par des crises et autres symptômes pendant six mois[13].[source insuffisante]
- Malaisie (années 1970-1980) - Une crise d’hystérie collective s'est produite en Malaisie des années 1970 aux années 1980. Elle a touché les filles en âge scolaire et les jeunes femmes travaillant dans les usines. Les habitants ont expliqué cette épidémie comme des "esprits" ayant possédé les filles et les jeunes femmes[16].
- 1980: Incident d'Hollinwell
- Bûchers de Faaite (septembre 1987) : les habitants, persuadés que le diable est présent dans leur île, se mettent à pourchasser avec frénésie tous ceux qu'ils supposent êtres possédés. Les séances d'exorcisme deviennent rapidement violentes, six personnes sont torturées, tuées et brûlées sur des bûchers[17].
- L'épidémie d'évanouissement de 1983 en Cisjordanie est une série d'incidents survenus en mars 1983 au cours desquels 943 adolescentes palestiniennes, pour la plupart des écolières, et un petit nombre de femmes soldats des FDI se sont évanouies ou se sont plaintes de se sentir nauséeuses en Cisjordanie. Israël a été accusé d'avoir utilisé la guerre chimique pour stériliser les femmes de Cisjordanie, tandis que des sources des FDI ont spéculé sur l'utilisation d'une substance toxique par les militants palestiniens pour attiser les troubles[18]. Cependant, les enquêteurs ont conclu que même si un irritant environnemental avait été présent au départ, la vague de plaintes était en fin de compte le produit d'une hystérie collective. Cette conclusion a été soutenue par un responsable palestinien de la santé, qui a déclaré que si 20 % des premiers cas ont pu être causés par l'inhalation d'une sorte de gaz, les 80 % restants étaient psychosomatiques[19].
- Empoisonnement d'un étudiant du Kosovo, 1990  - Zoran Radovanović, professeur à la faculté de médecine du Koweït, affirme dans un article pour le Journal européen d'épidémiologie que l'empoisonnement d'un étudiant du Kosovo qui a touché au moins quatre mille personnes, pour la plupart des Albanais de souche, était le résultat d'une hystérie collective.
- Belgique (juin 1999) - [20]

## Années 2000
- Mexico (2007) - En 2007, près de Chalco, une banlieue ouvrière de Mexico, une hystérie collective a provoqué une épidémie massive de symptômes inhabituels dont souffrent les adolescentes (600) de l'école Children's Village School, un internat catholique[21],[22]. Les élèves atteints avaient des difficultés à marcher et étaient fiévreux et nauséeux.
- Afghanistan (2009) - À partir de 2009, une vague d'empoisonnements apparents dans les écoles de filles à travers l'Afghanistan fut signalée, avec des symptômes tels que des étourdissements, des évanouissements et des vomissements. Les Nations unies, l'Organisation mondiale de la santé et la Force internationale d'assistance à la sécurité de l'OTAN ont mené des enquêtes sur ces incidents pendant plusieurs années, mais n'ont jamais trouvé de preuves de la présence de toxines ou d'empoisonnement malgré les centaines d'échantillons de sang, d'urine et d'eau qu'ils ont analysés. La conclusion des enquêteurs était que les filles souffraient d'une maladie psychogène de masse[23]. Malgré ces constatations, les responsables afghans imputent souvent les incidents aux Talibans, les accusant de contaminer l'approvisionnement en eau de l'école ou d'utiliser des gaz toxiques.
- Madagascar (2009) - En mai 2009, alors qu'un conflit foncier est en cours de jugement dans le village d’Ikalahazo, 27 jeunes filles et femmes sont touchées par des désordres moteurs. Les neuropsychiatres qui peuvent examiner les personnes touchées ne trouvent aucune cause physique au phénomène. À la suite de leur isolement, et de la résolution du conflit foncier, les symptômes disparaissent[24].

- Pérou (2016) - Le 29 avril 2016, dans le village de Tarapoto au Pérou, une centaine d'élèves du collège Elsa Perea ont souffert subitement de nausées, de vomissements, d'évanouissements ou encore d'hallucinations, après que certains d'entre eux ont rapporté avoir aperçu un homme menaçant vêtu de noir[25]. Sur place, on a invoqué un cas de possession démoniaque contagieuse.
- Malaisie (2016) - Le 14 avril 2016, à la suite d'une photo postée par un lycéen de l'établissement SMK Pengkalan Chepa2 dans la ville de Kota Bharu, 75 élèves et 11 professeurs affirment avoir vu une étrange chose noire se déplacer dans les couloirs du lycée et certains disent même que la chose a tenté de les posséder. En effet, une enseignante prénommée Kamaria Emerin explique avoir eu l’impression que la chose allait rentrer dans son cœur, que sa tête allait exploser et qu’elle avait une sensation de larme qui coulait sur ses genoux. L'école fermera le 18 avril et à sa réouverture, la directrice fit appel a un bommoh chinois, sur les conseils du sociologue médical Robert E. Bartholomew[26]. À la suite de cela, les symptômes disparaitront.

## Voir également
- Contre-transfert somatique (en)
- Trouble de conversion
- Folie à deux
- Zététique
- Armes psychochimiques (en)